# Кацапун
Кацапун је насеље у Србији у општини Владичин Хан у Пчињском округу. Према попису из 2022. било је 30 становника (према попису из 1991. било је 122 становника).
Овде се налази Манастир Светог пророка Илије у Кацапуну.

## Демографија
У насељу Кацапун живи 67 пунолетних становника, а просечна старост становништва износи 53,2 година (51,6 код мушкараца и 54,8 код жена). У насељу има 28 домаћинстава, а просечан број чланова по домаћинству је 2,64.
Ово насеље је у потпуности насељено Србима (према попису из 2002. године).
|  |

| Демографија | Демографија | Демографија |
| Година      | Становника  | Становника  |
| ----------- | ----------- | ----------- |
| 1948.       | 291         |             |
| 1953.       | 240         |             |
| 1961.       | 245         |             |
| 1971.       | 217         |             |
| 1981.       | 158         |             |
| 1991.       | 122         | 122         |
| 2002.       | 74          | 74          |
| 2011.       | 47          |             |
| 2022.       | 30          |             |

| Етнички састав према попису из 2002.‍ | Етнички састав према попису из 2002.‍ | Етнички састав према попису из 2002.‍ | Етнички састав према попису из 2002.‍ | Етнички састав према попису из 2002.‍ |
| ------------------------------------ | ------------------------------------ | ------------------------------------ | ------------------------------------ | ------------------------------------ |
|                                      |                                      |                                      |                                      |                                      |
| Срби                                 | Срби                                 |                                      | 74                                   | 100,0%                               |
| непознато                            | непознато                            |                                      | 0                                    | 0,0%                                 |

| Година пописа     | 1948. | 1953. | 1961. | 1971. | 1981. | 1991. | 2002. |
| ----------------- | ----- | ----- | ----- | ----- | ----- | ----- | ----- |
| Број домаћинстава | 54    | 51    | 60    | 56    | 45    | 40    | 28    |

| Број чланова      | 1 | 2  | 3 | 4 | 5 | 6 | 7 | 8 | 9 | 10 и више | Просек |
| ----------------- | - | -- | - | - | - | - | - | - | - | --------- | ------ |
| Број домаћинстава | 5 | 13 | 5 | 0 | 4 | 0 | 0 | 1 | 0 | 0         | 2,64   |

| Пол    | Укупно | Неожењен/Неудата | Ожењен/Удата | Удовац/Удовица | Разведен/Разведена | Непознато |
| ------ | ------ | ---------------- | ------------ | -------------- | ------------------ | --------- |
| Мушки  | 35     | 10               | 22           | 3              | 0                  | 0         |
| Женски | 34     | 6                | 22           | 6              | 0                  | 0         |
| УКУПНО | 69     | 16               | 44           | 9              | 0                  | 0         |

| Пол    | Укупно                    | Пољопривреда, лов и шумарство | Рибарство                            | Вађење руде и камена | Прерађивачка индустрија       |
| ------ | ------------------------- | ----------------------------- | ------------------------------------ | -------------------- | ----------------------------- |
| Мушки  | 11                        | 1                             | 0                                    | 0                    | 7                             |
| Женски | 3                         | 0                             | 0                                    | 0                    | 0                             |
| УКУПНО | 14                        | 1                             | 0                                    | 0                    | 7                             |
| Пол    | Производња и снабдевање   | Грађевинарство                | Трговина                             | Хотели и ресторани   | Саобраћај, складиштење и везе |
| Мушки  | 0                         | 0                             | 0                                    | 0                    | 1                             |
| Женски | 0                         | 0                             | 2                                    | 0                    | 0                             |
| УКУПНО | 0                         | 0                             | 2                                    | 0                    | 1                             |
| Пол    | Финансијско посредовање   | Некретнине                    | Државна управа и одбрана             | Образовање           | Здравствени и социјални рад   |
| Мушки  | 0                         | 0                             | 1                                    | 0                    | 0                             |
| Женски | 0                         | 0                             | 0                                    | 0                    | 0                             |
| УКУПНО | 0                         | 0                             | 1                                    | 0                    | 0                             |
| Пол    | Остале услужне активности | Приватна домаћинства          | Екстериторијалне организације и тела | Непознато            | Непознато                     |
| Мушки  | 1                         | 0                             | 0                                    | 0                    | 0                             |
| Женски | 0                         | 0                             | 0                                    | 1                    | 1                             |
| УКУПНО | 1                         | 0                             | 0                                    | 1                    | 1                             |